# Ténosynovite infectieuse
 Mise en garde médicale
La ténosynovite infectieuse est une infection bactérienne à l'intérieur d'une gaine tendineuse.

## Symptômes
Les symptômes typiques, lorsqu'un tendon fléchisseur d'un doigt est  touché, comprennent une sensibilité de la zone, un doigt légèrement fléchi, une douleur lors du redressement et un gonflement de tout le doigt. La fièvre est présente dans environ 20 % des cas. D'autres zones relativement fréquemment touchées comprennent le poignet et le pied.

## Cause
Des infections peuvent survenir à la suite d'une blessure, telle qu'une coupure ou une morsure,ou se propager à partir d'une autre partie du corps, les risques comprennent le diabète et l'usage de drogues par voie intraveineuse. La bactérie impliquée est le plus souvent Staphylococcus aureus ; avec d'autres pouvant inclure Pseudomonas aeruginosa, Pasteurella multocida et gonococcus.

## Diagnostic
Le diagnostic est généralement basé sur l'examen, l'imagerie médicale peut étayer le diagnostic et exclure d'autres complications.

## Traitement
Les infection des tendons fléchisseurs de la main nécessite un traitement rapide. Les cas légers peuvent être traités par des antibiotiques intraveineux et une attelle, tandis que les cas plus graves nécessitent une intervention chirurgicale, une amputation est parfois nécessaire. Environ 10 % à 25 % des personnes ont une perte permanente d'amplitude de mouvement. D'autres complications peuvent inclure une rupture du tendon et un doigt à ressaut,.

## Fréquence
La ténosynovite infectieuse est rare, survenant dans environ 2,5 % ou 9,5 % des infections de la mains,. 

## Histoire
La présentation classique de la maladie a été décrite pour la première fois en 1912 par Allen Kanavel. Il a également mis en avant l'importance du drainage chirurgical comme élément clé de la prise en charge.